# 내화물

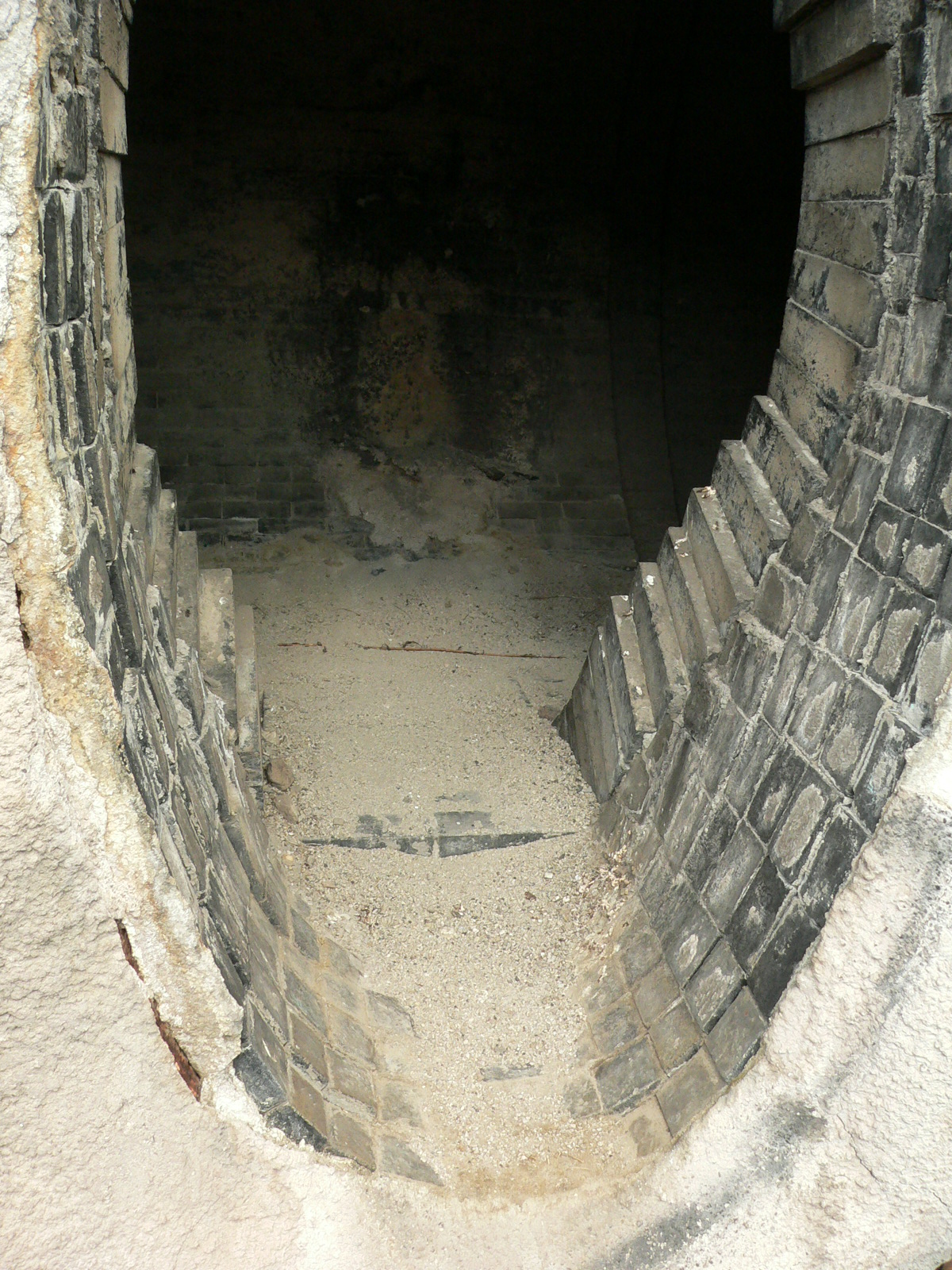
내화물 벽돌

내화물(耐火物, Refractory)은 불과 고온에 견디는 물질이다. 가마 등 열에 견뎌야 하는 공정을 위해 내화물을 사용해야한다.
열, 압력 또는 화학적 공격에 의한 분해에 강하고 고온에서도 강도와 형태를 유지하는 재료이다. 내화물은 다결정, 다상, 무기, 비금속, 다공성 및 이종이다. 이들은 일반적으로 실리콘, 알루미늄, 마그네슘, 칼슘, 붕소, 크롬 및 지르코늄과 같은 물질의 산화물 또는 탄화물, 질화물 등으로 구성된다.
ASTM C71은 내화물을 "1,000°F(811K; 538°C) 이상의 환경에 노출되는 구조 또는 시스템 구성 요소에 적용할 수 있는 화학적 및 물리적 특성을 갖는 비금속 재료"로 정의한다.
내화물은 용광로, 가마, 소각로 및 원자로에 사용된다. 내화물은 또한 유리와 금속을 주조하기 위한 도가니와 주형을 만들고 로켓 발사 구조를 위한 표면 화염 편향 장치 시스템을 만드는 데 사용된다. 오늘날 철강 산업과 금속 주조 부문은 생산된 모든 내화물의 약 70%를 사용한다.

## 내화 재료
내화 재료는 고온에서 화학적 및 물리적으로 안정해야 한다. 작동 환경에 따라 열충격에 대한 내성이 있어야 하고 화학적으로 불활성이어야 하며 특정 범위의 열전도율 및 열팽창 계수를 가져야 한다.
알루미늄(알루미나), 실리콘(실리카) 및 마그네슘(마그네시아)의 산화물은 내화물 제조에 사용되는 가장 중요한 재료이다. 내화물에서 일반적으로 발견되는 또 다른 산화물은 칼슘 산화물(석회)이다. 내화 점토는 내화물 제조에도 널리 사용된다.
내화물은 직면하는 조건에 따라 선택해야 한다. 일부 응용 분야에는 특수 내화 재료가 필요하다. 지르코니아는 재료가 극도로 높은 온도를 견뎌야 할 때 사용된다. 실리콘 카바이드와 탄소(흑연)는 일부 매우 가혹한 온도 조건에서 사용되는 두 가지 다른 내화성 재료이지만 산화 및 연소되기 때문에 산소와 접촉하여 사용할 수 없다.
텅스텐 카바이드 또는 질화붕소와 같은 이원 화합물은 내화성이 매우 높을 수 있다. 하프늄 카바이드는 녹는점이 3890 °C인 것으로 알려진 가장 내화성이 높은 이원 화합물이다. 삼원 화합물인 탄탈륨 하프늄 카바이드는 알려진 모든 화합물(4215 °C) 중에서 가장 높은 녹는점 중 하나이다.
이규화 몰리브덴은 녹는점이 2030 °C로 높으며 발열체로 자주 사용된다.

## 이용
내화 재료는 다음 기능에 유용하다.
1. 뜨거운 매체와 용기 벽 사이의 열 장벽 역할
2. 뜨거운 매질로 인한 물리적 스트레스 및 혈관벽 침식 방지
3. 부식 방지
4. 단열 제공

내화물에는 여러 가지 유용한 응용 분야가 있다. 야금 산업에서 내화물은 용광로, 가마, 반응기 및 금속 및 슬래그와 같은 뜨거운 매체를 보관하고 운반하는 기타 용기 라이닝에 사용된다. 내화물은 발화 히터, 수소 개질기, 암모니아 1차 및 2차 개질기, 분해로, 유틸리티 보일러, 촉매 분해 장치, 공기 가열기 및 유황로와 같은 다른 고온 응용 분야를 가지고 있다.

## 같이 보기
- 내화 벽돌